# Twierdzenie Laxa-Milgrama
Twierdzenie Laxa–Milgrama – twierdzenie analizy funkcjonalnej dowiedzione w 1954 roku przez Petera Laxa i Arthura Milgrama, które uogólnia twierdzenie Riesza o reprezentacji funkcjonału określonego na przestrzeni Hilberta.
Twierdzenie to, wraz z uogólnieniami zebranymi w osobnej sekcji, znalazło zastosowanie w teorii równań różniczkowych cząstkowych, gdzie dając warunki „odwracalności” funkcjonału dwuliniowego, umożliwia wykazanie istnienia i jednoznaczności słabych rozwiązań eliptycznych równań różniczkowych cząstkowych (z różnymi zagadnieniami brzegowymi), zob. Zastosowania i Przykłady.

## Twierdzenie
Niech {\displaystyle H} będzie przestrzenią Hilberta nad ciałem liczb zespolonych (bądź liczb rzeczywistych) z iloczynem skalarnym {\displaystyle \langle \cdot ,\cdot \rangle } indukującym normę {\displaystyle \|\cdot \|,} zaś {\displaystyle B} będzie funkcjonałem półtoraliniowym (bądź dwuliniowym) na tej przestrzeni, który spełnia dla pewnych skalarów {\displaystyle b,c>0} oraz dowolnych wektorów {\displaystyle u,v\in H} warunki:
- ograniczoności,
{\displaystyle {\big |}B(u,v){\big |}\leqslant c\|u\|\|v\|;}
- koercywności lub eliptyczności,
{\displaystyle {\big |}B(u,u){\big |}\geqslant b\|u\|^{2}.}

Wówczas każdy ograniczony funkcjonał liniowy jest postaci
{\displaystyle \varphi (u)=B(u,v),}
gdzie {\displaystyle v} jest jednoznacznie wyznaczonym przez {\displaystyle \varphi } elementem {\displaystyle H.}

## Dowód
Z ograniczoności i eliptyczności {\displaystyle B} wynika, że {\displaystyle B(u,\cdot )} jest ograniczonym funkcjonałem liniowym, który z twierdzenia Riesza można zapisać w postaci
{\displaystyle B(u,v)=\langle u,w\rangle }
dla pewnego {\displaystyle w\in H,} przy czym element ten jest wyznaczony jednoznacznie przez {\displaystyle v,} zatem może być traktowany jako funkcja zmiennej {\displaystyle v;} więcej, z powyższego wzoru wynika, że zależność ta jest liniowa, co oznacza, że zbiór elementów {\displaystyle w} wskazanych w tym wzorze przy ustalonym {\displaystyle v\in H} tworzy przestrzeń liniową.
Zdefiniowana wyżej podprzestrzeń jest domknięta. Otóż przyjmując {\displaystyle u=v} otrzymuje się
{\displaystyle B(v,v)=\langle v,w\rangle ,}
co przy zastosowaniu eliptyczności do lewej, a nierówności Schwarza do prawej strony tej równości i podzieleniu jej przez {\displaystyle \|v\|} daje oszacowanie
{\displaystyle b\|v\|\leqslant \|w\|.}
Niech {\displaystyle \{w_{n}\}} będzie ciągiem wyznaczanym przez {\displaystyle B(u,\cdot ),} zaś {\displaystyle \{v_{n}\}} będzie ciągiem odpowiadającym poprzedniemu poprzez wzór
{\displaystyle B(u,v_{n})=\langle u,w_{n}\rangle ;}
wtedy odejmowanie i półtoraliniowość (dwuliniowość) dają {\displaystyle B(u,v-v_{n})=\langle u,w-w_{n}\rangle ,} co przy podanym wyżej oszacowaniu daje, iż {\displaystyle b\|v_{n}-v\|=\|w_{n}-w\|,} skąd zbieżność {\displaystyle w_{n}\to w} pociąga, że {\displaystyle \{v_{n}\}} jest ciągiem Cauchy’ego; zupełność {\displaystyle H} daje zbieżność {\displaystyle v_{n}\to v.} Ograniczoność {\displaystyle B} zapewnia o zbieżności {\displaystyle B(u,v_{n})\to B(u,v),} zaś nierówność Schwarza prowadzi do zbieżności {\displaystyle \langle u,w_{n}\rangle \to \langle u,w\rangle } (tzw. słabej zbieżności {\displaystyle w_{n}\rightharpoonup w}), która dowodzi już domkniętości wspomnianej podprzestrzeni.
Opisana wyżej domknięta podprzestrzeń to cała przestrzeń {\displaystyle H,} gdyż w przeciwnym razie z twierdzenia o zbiorze wypukłym wynikałoby istnienie niezerowego wektora {\displaystyle u} ortogonalnego do wszystkich {\displaystyle w.} Z postaci {\displaystyle B(u,\cdot )} można by wnosić, że taki {\displaystyle u} spełniałby {\displaystyle B(u,v)=0} dla wszystkich {\displaystyle v.} Jednakże przyjęcie {\displaystyle v=u} pociągałoby {\displaystyle B(u,u)=0,} które wraz z eliptycznością {\displaystyle B} dałoby {\displaystyle \|u\|=0} pozostające w sprzeczności z {\displaystyle u\neq 0.}
Ostatecznie twierdzenie Riesza mówi, że wszystkie funkcjonały {\displaystyle \varphi (u)} mogą być przedstawione jako {\displaystyle \langle u,w\rangle ,} gdzie {\displaystyle w\in H,} co w połączeniu z postacią {\displaystyle B(u,\cdot )} daje tezę, przy czym jednoznaczność wynika z eliptyczności.

## Uogólnienia
W 1971 roku Ivo Babuška podał następujące uogólnienie wyniku Laxa i Milgrama, w którym zrezygnował on wymagania, by funkcjonał dwuliniowy określony był na wspólnej przestrzeni.
Twierdzenie Babuški–Laxa–Milgrama
Niech {\displaystyle U} oraz {\displaystyle V} będą dwiema rzeczywistymi przestrzeniami Hilberta, a {\displaystyle B\colon U\times V\to \mathbb {R} } będzie ciągłym przekształceniem dwuliniowym, które jest ponadto
- „słabo koercywne”: dla pewnej stałej {\displaystyle c>0} i wszystkich {\displaystyle u\in U} zachodzi

{\displaystyle \sup _{\|v\|=1}{\big |}B(u,v){\big |}\geqslant c\|u\|,}
oraz dla niezerowego {\displaystyle v\in V} i pewnej stałej {\displaystyle k>0} spełnia
{\displaystyle \sup _{\|u\|=1}{\big |}B(u,v){\big |}\geqslant k\|v\|.}
Wówczas dla wszystkich {\displaystyle \varphi \in V^{*}} istnieje jednoznacznie wyznaczone rozwiązanie {\displaystyle u=u_{\varphi }\in U} słabego sformułowania (zob. Zastosowania)
{\displaystyle B(u,v)=\langle \varphi ,v\rangle \qquad \mathrm {dla\ wszystkich} \ v\in V.}
Więcej, rozwiązanie to zależy w sposób ciągły od danych, tzn.
{\displaystyle \|u_{\varphi }\|\leqslant {\tfrac {1}{c}}\|\varphi \|.}
Inne uogólnienie twierdzenia Laxa-Milgrama pochodzi od Jacques’a-Louisa Lions.
Twierdzenie Lions–Laxa–Milgrama
Niech {\displaystyle H} będzie przestrzenią Hilberta, {\displaystyle V} oznacza przestrzeń unormowaną, zaś {\displaystyle B\colon H\times V\to \mathbb {R} } będzie ciągłym przekształceniem dwuliniowym. Wówczas następujące warunki są równoważne:
- „słaba koercywność”: dla pewnego skalara {\displaystyle c>0} zachodzi
{\displaystyle \inf _{\|v\|_{V}=1}\sup _{\|u\|_{H}\leqslant 1}|B(u,v)|\geqslant c;}
- „słaba odwracalność”: dla każdego ciągłego funkcjonału liniowego {\displaystyle \varphi \in V^{*}} istnieje taki element {\displaystyle u\in H} dla którego zachodzi
{\displaystyle B(u,v)=\langle \varphi ,v\rangle \qquad \mathrm {dla\ ka{\dot {z}}dego} \ v\in V.}

Powyższe twierdzenie stosuje się zwykle pod postacią następującej obserwacji, której założenia pojawiają się dość często i są względnie łatwe do sprawdzenia w zastosowaniach praktycznych.
Wniosek
Niech {\displaystyle V} będzie zanurzona w sposób ciągły w {\displaystyle H;} jeśli {\displaystyle B} jest
- {\displaystyle V}-eliptyczna, czyli dla pewnego {\displaystyle c>0} i wszystkich {\displaystyle v\in V} zachodzi
{\displaystyle \|v\|_{H}\leqslant c\|v\|_{V};}
- koercywna, dla pewnego {\displaystyle b>0} i każdego {\displaystyle v\in V} jest
{\displaystyle B(v,v)\geqslant b\|v\|_{V}^{2};}

to spełniony jest warunek „słabej koercywności” twierdzenia Lions–Laxa–Milgrama (skąd wynika istnienie „słabej odwrotności”)

## Zastosowania
Na pytanie o istnienie i jednoznaczność rozwiązań równań różniczkowych zwyczajnych istnieje odpowiedź w postaci twierdzenia Picarda-Lindelöfa; jego odpowiednik dla równań różniczkowych cząstkowych, twierdzenie Cauchy’ego-Kowalewskiej, mówi z kolei, że zagadnienie Cauchy’ego dowolnego równania różniczkowego cząstkowego o współczynnikach analitycznych względem poszukiwanej funkcji i jej pochodnych ma lokalnie jednoznaczne rozwiązanie analityczne. Choć wynik ten zdaje się rozwiązywać problem istnienia i jednoznaczności rozwiązań, to istnieją jednak przykłady liniowych równań różniczkowych cząstkowych o współczynnikach mających pochodne wszystkich rzędów (choć nieanalitycznych), które mimo tego nie mają rozwiązań. Jeśli nawet rozwiązanie równania różniczkowego cząstkowego istnieje i jest jednoznaczne, to może ono mieć niepożądane własności; jeżeli równanie inspirowane było naukami przyrodniczymi, to może nie mieć ono przez to satysfakcjonującego w nich zastosowania.
Właściwą odpowiedzią na bolączki teorii klasycznej okazało się osłabienie niektórych jej założeń. Jednym z najważniejszych sposobów jest przyzwolenie na to, że rozwiązania nie muszą być dobrze określonymi funkcjami w klasycznym sensie, lecz mogą być słabymi rozwiązaniami względem pewnych wektorów lub funkcji testowych (tzn. dystrybucjami. Zwykle należą one do pewnej przestrzeni Sobolewa), a przy tym nie muszą być wcale różniczkowalne – z punktu widzenia zastosowań brak tego wymogu jest bardzo pożądany, gdyż w modelowaniu zjawisk świata rzeczywistego nieustannie napotyka się równania, które nie mają dostatecznie gładkich rozwiązań. Wówczas wygodnie jest udowodnić najpierw istnienie słabych rozwiązań, a dopiero potem wykazać ich wystarczającą gładkość.
Niech {\displaystyle V} będzie przestrzenią Banacha; należy znaleźć rozwiązanie {\displaystyle u\in V} równania
{\displaystyle \mathrm {A} (u)=\varphi ,}
gdzie {\displaystyle \mathrm {A} \colon V\to V^{*}} oraz {\displaystyle \varphi \in V^{*}} jest funkcjonałem liniowym na {\displaystyle V,} czyli elementem przestrzeni sprzężonej {\displaystyle V^{*}.} Opierając się na metodach rachunku wariacyjnego powyższe zagadnienie można przedstawić jako poszukiwanie takiego {\displaystyle u\in V,} że dla wszystkich {\displaystyle v\in V} zachodzi
{\displaystyle {\big (}\mathrm {A} (u){\big )}(v)=\varphi (v)}
przy czym element {\displaystyle v} nazywa się wektorem testowym lub funkcją testową (gdy {\displaystyle V} jest przestrzenią funkcji). Powyższe równanie można przedstawić w ogólnej postaci słabego sformułowania: znalezienia {\displaystyle u\in V,} które spełniałoby dla wszystkich {\displaystyle v\in V} równanie
{\displaystyle B(u,v)=\varphi (v)}
poprzez zadanie funkcjonału dwuliniowego wzorem {\displaystyle B(u,v)={\big (}\mathrm {A} (u){\big )}(v).} Konkretne przykłady można znaleźć w kolejnej sekcji.
Osiągnięciem Laxa i Milgrama było wskazanie warunków wystarczających na to, by dane zagadnienie w słabych sformułowaniu miało jednoznaczne rozwiązanie zależące w sposób ciągły od danych {\displaystyle \varphi \in V^{*}{:}} otóż wystarczy by {\displaystyle V} było przestrzenią Hilberta, a funkcjonał {\displaystyle B} (będący często pewną modyfikacją iloczynu skalarnego) na niej określony był ograniczony, czyli ciągły, i koercywny; tezę twierdzenia uzupełnia się niekiedy o oszacowanie normy rozwiązania {\displaystyle u\in V} równania {\displaystyle B(u,v)=\varphi (v),} mianowicie {\displaystyle \|u\|\leqslant {\tfrac {1}{c}}\|\varphi \|} (pojawia się ono jako wiersz dowodu). Wkładem Babuški było przyjęcie, iż {\displaystyle B} jest parowaniem między przestrzeniami Hilberta (słabe rozwiązania i wektory testowe), podczas gdy Lions zakłada, iż parowanie ma miejsce między przestrzeniami Hilberta (słabe rozwiązania) i unormowaną (wektory testowe).

## Przykłady
Układ równań liniowych
Użycie twierdzenia Laxa–Milgrama w tym wypadku jest „strzelaniem z armaty do wróbla”, jednak przykład ten umożliwia wgląd w bardziej skomplikowane przypadki. Niech {\displaystyle V=\mathbb {R} ^{n}} będzie przestrzenią unitarną (tj. przestrzenią liniową z iloczynem skalarnym), a {\displaystyle \mathrm {A} \colon V\to V} będzie przekształceniem liniowym opisującym układ równań liniowych. Rozwiązanie równania {\displaystyle \mathrm {A} (\mathbf {u} )={\boldsymbol {\varphi }}} w słabym sformułowaniu polega na poszukiwaniu takiego {\displaystyle \mathbf {u} \in V,} że dla wszystkich {\displaystyle \mathbf {v} \in V} spełnione jest równanie
{\displaystyle {\big \langle }\mathrm {A} (\mathbf {u} ),\mathbf {v} {\big \rangle }=\langle {\boldsymbol {\varphi }},\mathbf {v} \rangle ,}
gdzie {\displaystyle \langle \cdot ,\cdot \rangle } oznacza standardowy iloczyn skalarny (będący funkcjonałem dwuliniowym). Ponieważ {\displaystyle \mathrm {A} } jest przekształceniem liniowym, to do testowania wystarczające są wektory bazowe (zob. twierdzenie), skąd otrzymuje się
{\displaystyle {\big \langle }\mathrm {A} (\mathbf {u} ),\mathbf {e} _{i}{\big \rangle }=\langle {\boldsymbol {\varphi }},\mathbf {e} _{i}\rangle \qquad \mathrm {dla} \ i=1,\dots ,n.}
Korzystając z zapisu macierzowego wektory {\displaystyle \mathbf {u} =\sum \nolimits _{j=1}^{n}u_{j}\mathbf {e} _{j}} i {\displaystyle {\boldsymbol {\varphi }}=\sum \nolimits _{j=1}^{n}\varphi _{j}\mathbf {e} _{j}} oraz przekształcenie {\displaystyle \mathrm {A} (\mathbf {e} _{j})=\sum \nolimits _{i=1}^{n}a_{ij}\mathbf {e} _{i}} można przedstawić w postaci macierzy, odpowiednio {\displaystyle \mathbf {U} =[u_{1},\dots ,u_{n}]^{\mathrm {T} }} i {\displaystyle {\boldsymbol {\Phi }}=[\varphi _{1},\dots ,\varphi _{n}]^{\mathrm {T} }} oraz {\displaystyle \mathbf {A} =[a_{ij}],} gdzie {\displaystyle a_{ij}={\big \langle }\mathrm {A} (\mathbf {e} _{j}),\mathbf {e} _{i}{\big \rangle },} zaś {\displaystyle \varphi _{i}=\langle {\boldsymbol {\varphi }},\mathbf {e} _{i}\rangle ;} daje to następującą macierzową postać problemu {\displaystyle \mathbf {AU} ={\boldsymbol {\Phi }}.} Związany z tym słabym sformułowaniem funkcjonał dwuliniowy dany jest wzorem
{\displaystyle B(\mathbf {u} ,\mathbf {v} )=\langle \mathrm {A} (\mathbf {u} ),\mathbf {v} \rangle =\mathbf {AU} \cdot \mathbf {V} \ \ {\overset {\underset {\mathrm {df} }{\ }}{=}}\ \mathbf {V} ^{\mathrm {T} }\mathbf {AU} ,}
gdzie kropka oznacza standardowy iloczyn skalarny macierzy (zdefiniowany kolejną równością), zaś {\displaystyle (\cdot )^{\mathrm {T} }} oznacza transponowanie macierzy.
Ograniczoność powyższego funkcjonału dwuliniowego wynika ze skończonego wymiaru przestrzeni {\displaystyle \mathbb {R} ^{n},} w rzeczywistości {\displaystyle c=\|\mathrm {A} \|.} Z kolei koercywność oznacza w istocie, że części rzeczywiste wartości własnych {\displaystyle \mathrm {A} } nie są mniejsze od {\displaystyle c;} w szczególności żadna wartość własna nie jest zerem, skąd układ jest rozwiązalny. Ponadto otrzymuje się oszacowanie {\displaystyle \|\mathbf {u} \|\leqslant {\tfrac {1}{c}}\|{\boldsymbol {\varphi }}\|,} gdzie {\displaystyle c} jest najmniejszą częścią rzeczywistą wartości własnej {\displaystyle \mathrm {A} .}
Równanie Poissona
Poszukiwane będą rozwiązania równania Poissona,
{\displaystyle -\Delta u=\varphi ,}
na dziedzinie {\displaystyle \Omega \subseteq \mathbb {R} ^{n},} dla której {\displaystyle u\equiv 0} na jej brzegu; przestrzeń rozwiązań {\displaystyle V} zostanie dookreślona w dalszej kolejności. Do wyprowadzenia słabego sformułowania wykorzystany zostanie iloczyn skalarny przestrzeni Lebesgue’a {\displaystyle \mathrm {L} ^{2},}
{\displaystyle \langle u,v\rangle =\int \limits _{\Omega }u(x)v(x)\ \lambda (\mathrm {d} x)=\int \limits _{\Omega }uv\ \mathrm {d} \lambda \ {\overset {\underset {\mathrm {ozn} }{\ }}{=}}\int uv,}
dany za pomocą całki Lebesgue’a po zbiorze {\displaystyle \Omega } względem miary Lebesgue’a {\displaystyle \lambda ;} testowanie odbywać się będzie za pomocą funkcji różniczkowalnych {\displaystyle v,} dzięki czemu słabe sformułowanie przyjmuje postać
{\displaystyle -\int \Delta u\,v=\int \varphi v.}
Lewą stronę tego równania można uczynić bardziej symetryczną korzystając z całkowania przez części w oparciu o tożsamość Greena,
{\displaystyle \int \nabla u\cdot \nabla v=\int \varphi v.}
Powyższe równanie nazywa się zwykle słabym sformułowaniem równania Poissona; jedyne czego brakuje to przestrzeń {\displaystyle V.} Wskazanie jej jest nieco kłopotliwe i dlatego zostanie ono tutaj pominięte: z pewnością musi ona nadawać sens temu równaniu, dlatego od pochodnych funkcji w tej przestrzeni powinno wymagać się całkowalności z kwadratem; własności te ma np. przestrzeń Sobolewa {\displaystyle \mathrm {H} _{0}^{1}(\Omega )} funkcji o słabych pochodnych w {\displaystyle \mathrm {L} ^{2}(\Omega )} (przestrzeń {\displaystyle \mathrm {H} _{0}^{1}(\Omega )} jest podprzestrzenią liniową {\displaystyle \mathrm {L} ^{2}(\Omega )}) ze wskazanymi warunkami brzegowymi (tj. {\displaystyle u(x)=0} na brzegu {\displaystyle \partial \Omega }). Standardową postać słabego sformułowania otrzymuje się przyjmując
{\displaystyle B(u,v)=\int \nabla u\cdot \nabla v}
oraz
{\displaystyle \varphi (v)=\int \varphi v.}
Przy powyższej propozycji wyboru {\displaystyle V=\mathrm {H} _{0}^{1}(\Omega )} norma na tej przestrzeni zadana jest wzorem {\displaystyle \|v\|_{V}:=\|\nabla v\|,} gdzie norma po prawej stronie jest normą {\displaystyle \mathrm {L} ^{2}} na {\displaystyle \Omega } (o poprawności tego wzoru zapewnia nierówność Poincarégo). Ponieważ {\displaystyle {\big |}B(u,u){\big |}=\|\nabla u\|^{2}} i z nierówności Cauchy’ego-Schwarza wynika, że {\displaystyle {\big |}B(u,v){\big |}\leqslant \|\nabla u\|\;\|\nabla v\|,} to dla każdego {\displaystyle \varphi \in \mathrm {H} ^{-1}(\Omega )=H_{0}^{1}(\Omega )^{*}} istnieje jednoznacznie wyznaczone rozwiązanie {\displaystyle u\in V} równania Poissona, które spełnia {\displaystyle \|\nabla u\|\leqslant \|\varphi \|_{H^{-1}(\Omega )}.}